# Uwe Hünemeier
Uwe Hünemeier (Gütersloh, 1986. január 9. –) német labdarúgó, a Brighton hátvédje.